# 斯特里伊夫卡
49°36′16″N 25°49′8″E / 49.60444°N 25.81889°E
斯特雷伊夫卡（羅馬化：Stryivka）是烏克蘭的村落，位於該國西部捷爾諾波爾州，由捷尔诺波尔区負責管轄，處於內特奇河畔，分別距離特拉夫內韋0.5公里和赫里齊夫齊1.5公里，始建於1463年，面積0.28平方公里，2001年人口1,095。